# Диликаури
Диликаури (груз. დილიკაური) — село в Грузии, на территории Зестафонского муниципалитета края (мхаре) Имеретия.

## География
Село находится в западной части Грузии, в междуречье Квирилы и Буджи, на расстоянии приблизительно 5 километров (по прямой) к северо-востоку от города Зестафони, административного центра муниципалитета. Абсолютная высота — 420 метров над уровнем моря.

## Население
По результатам официальной переписи населения 2014 года, в Диликаури проживало 1813 человек (900 мужчин и 913 женщин). В национальной структуре населения грузины составляли 99,9 %, украинцы — 0,1 %.
| Год  | Население, человек |
| ---- | ------------------ |
| 2002 | 2471               |
| 2014 | ↘ 1813             |